# Ligament intra-articulaire de la tête de la côte
Les ligaments intra-articulaires de la tête de la côte (ou ligament interosseux de l'articulation costo-vertébrale) sont des ligaments des articulations de la tête costale.
Les ligaments intra-articulaires de la tête de la côte relient les crêtes des têtes des côtes aux disques intervertébraux. Ils subdivisent en une partie inférieure et une supérieure la cavité synoviale des articulations.